# Jezioro Przywidzkie Wielkie
Jezioro Przywidzkie Wielkie – jezioro w województwie pomorskim, w powiecie gdańskim, w gminie Przywidz, leżące na terenie Pojezierza Kaszubskiego.
Z jeziora wypływa Wietcisa. Znajdująca się na jeziorze wyspa objęta jest rezerwatem przyrody Wyspa na Jeziorze Przywidzkim. Na wciskającym się w jezioro od południa zalesionym półwyspie znajdują się ślady starego grodziska. Bazą turystyczno-rekreacyjną dla całego obszaru jeziora jest pobliski Przywidz. Prowadzi tędy Szlak Skarszewski – zielony znakowany szlak turystyczny.

## Dane morfometryczne
Powierzchnia zwierciadła wody połączonych jezior Przywidzkiego Wielkiego i Przywidzkiego Małego według różnych źródeł wynosi od 112,5 ha przez 114 ha do 131,0 ha.
Zwierciadło wody położone jest na wysokości 187,4 m n.p.m. lub 188,0 m n.p.m. Średnia głębokość jeziora wynosi 5,1 m, natomiast głębokość maksymalna 12,2 m.
W oparciu o badania przeprowadzone w 1998 roku wody jeziora zaliczono do II klasy czystości.

## Hydronimia
Według urzędowego spisu opracowanego przez Komisję Nazw Miejscowości i Obiektów Fizjograficznych (KNMiOF) nazwa tego jeziora to Jezioro Przywidzkie Wielkie.